# Martin Remacle
Martin Christophe Jannick Remacle (Verviers, 16 maggio 1997) è un calciatore belga, centrocampista del Korona Kielce.

## Carriera

### Club
Cresciuto nel settore giovanile dello Standard Liegi, debutta in prima squadra il 10 aprile 2016, in occasione dell'incontro dei play-off di Pro League pareggiato per 1-1 contro il Kortrijk.
Il 30 gennaio 2017 viene acquistato dal Torino, dove però viene impiegato principalmente con la formazione Primavera; il 5 marzo viene convocato per l'incontro di Serie A contro il Palermo (poi vinto per 3-1 dai granata), rimanendo in panchina. Il 24 ottobre decide di rescindere il contratto che lo lega al Toro.
Il 30 gennaio 2018 viene ingaggiato dai ciprioti dall'EN Paralimni, che lo girano subito in prestito all'Agia Napa. Rimasto nuovamente svincolato dopo l'esperienza cipriota, nel gennaio 2020 viene tesserato dall'URSL Visé, società militante nella terza divisione belga.
Nell'estate del 2020 si trasferisce ai rumeni del Pandurii. Il 22 gennaio 2021 viene ceduto al Voluntari, con cui esordisce nella massima serie rumena. Al termine della stagione viene acquistato a titolo definitivo dal Botoșani. Il 26 gennaio 2022 viene prestato all'U Cluj.

### Nazionale
Ha giocato nelle nazionali giovanili belghe Under-17, Under-18 ed Under-19.

## Statistiche

### Presenze e reti nei club
Statistiche aggiornate al 21 agosto 2024.
| Stagione             | Squadra              | Campionato           | Campionato | Campionato | Coppe nazionali | Coppe nazionali | Coppe nazionali | Coppe continentali | Coppe continentali | Coppe continentali | Altre coppe | Altre coppe | Altre coppe | Totale | Totale |
| Stagione             | Squadra              | Comp                 | Pres       | Reti       | Comp            | Pres            | Reti            | Comp               | Pres               | Reti               | Comp        | Pres        | Reti        | Pres   | Reti   |
| -------------------- | -------------------- | -------------------- | ---------- | ---------- | --------------- | --------------- | --------------- | ------------------ | ------------------ | ------------------ | ----------- | ----------- | ----------- | ------ | ------ |
| 2015-2016            | Standard Liegi       | D1                   | 0+3        | 0          | CB              | -               | -               | UEL                | -                  | -                  |             | -           | -           | 3      | 0      |
| gen.-giu. 2017       | Torino               | A                    | 0          | 0          | CI              | -               | -               |                    | -                  | -                  |             | -           | -           | 0      | 0      |
| gen.-giu. 2020       | URSL Visé            | D3                   | 3          | 0          | CB              | -               | -               |                    | -                  | -                  |             | -           | -           | 3      | 0      |
| 2020-gen. 2021       | Pandurii             | L2                   | 13         | 4          | CR              | 1               | 0               |                    | -                  | -                  |             | -           | -           | 14     | 4      |
| gen.-giu. 2021       | Voluntari            | L1                   | 4+3        | 0          | CR              | -               | -               |                    | -                  | -                  |             | -           | -           | 7      | 0      |
| 2021-gen. 2022       | Botoșani             | L1                   | 2          | 0          | CR              | 0               | 0               |                    | -                  | -                  |             | -           | -           | 2      | 0      |
| gen.-giu. 2022       | U Cluj               | L2                   | 2+4        | 0+1        | CR              | -               | -               |                    | -                  | -                  |             | -           | -           | 6      | 1      |
| 2022-2023            | U Cluj               | L1                   | 20+9       | 2+3        | CR              | 7               | 0               |                    | -                  | -                  |             | -           | -           | 36     | 5      |
| Totale U Cluj        | Totale U Cluj        | Totale U Cluj        | 35         | 6          |                 | 7               | 0               |                    | -                  | -                  |             | -           | -           | 42     | 6      |
| 2023-2024            | Korona Kielce        | E                    | 32         | 6          | CP              | 4               | 4               |                    | -                  | -                  |             | -           | -           | 36     | 10     |
| 2024-2025            | Korona Kielce        | E                    | 5          | 0          | CP              | 0               | 0               |                    | -                  | -                  |             | -           | -           | 5      | 0      |
| Totale Korona Kielce | Totale Korona Kielce | Totale Korona Kielce | 37         | 6          |                 | 4               | 4               |                    | -                  | -                  |             | -           | -           | 41     | 6      |
| Totale carriera      | Totale carriera      | Totale carriera      | 100        | 16         |                 | 12              | 4               |                    | -                  | -                  |             | -           | -           | 112    | 14     |

## Palmarès

### Individuale
- Capocannoniere della Coppa di Polonia: 1

2023-2024 (4 reti)